# Championnat des îles Féroé de football 2012
Navigation
Saison précédente Saison suivante
La saison 2012 d'Effodeildin est la soixante-dixième édition de la première division féroïenne. Les dix clubs participants au championnat affrontent à trois reprises les neuf autres dans une série de matchs se déroulant sur toute l'année. En fin de saison, les deux derniers du classement sont relégués et remplacés par les deux meilleurs clubs de 1. deild, la deuxième division féroïenne.
Au terme de la saison, c'est EB/Streymur qui décroche le titre, le second de son histoire.

## Qualifications en coupe d'Europe
À l'issue de la saison, le champion se qualifie pour le 1er tour de qualification des champions de la Ligue des champions 2013-2014.
Alors que le vainqueur de la Løgmanssteypið prend la première des trois places en Ligue Europa 2012-2013, les deux autres places reviennent au deuxième et au troisième du championnat.

## Les 10 clubs participants
| Club            | Stade                     | Capacité | Ville          |
| --------------- | ------------------------- | -------- | -------------- |
| B36 Tórshavn    | Gundadalur                | 5 000    | Tórshavn       |
| B68 Toftir      | Svangaskarð               | 6 000    | Toftir         |
| EB/Streymur     | við Margáir               | 1 000    | Eiði/Streymnes |
| HB Tórshavn     | Gundadalur                | 5 000    | Tórshavn       |
| ÍF Fuglafjørður | Fløtugerði                | 3 000    | Fuglafjørður   |
| KÍ Klaksvík     | Injector Arena            | 3 000    | Klaksvik       |
| NSÍ Runavík     | við Løkin                 | 2 000    | Runavík        |
| FC Suðuroy      | Vesturi á Eiðinum Stadium | 3 000    | Vágur          |
| TB Tvøroyri     | Trongisvágur Stadium      | 4 000    | Tvøroyri       |
| Víkingur        | Sarpugerði                | 3 000    | Gøta/Leirvík   |

## Compétition

### Classement
Le classement est établi sur le barème de points classique (victoire à 3 points, match nul à 1, défaite à 0).
Pour départager les égalités, on tient d'abord compte de la différence de buts générale, puis du nombre de buts marqués, puis des confrontations directes et enfin si la qualification ou la relégation est en jeu, les deux équipes jouent une rencontre d'appui sur terrain neutre.
| Rang | Équipe            | Pts | J  | G  | N | P  | Bp | Bc | Diff |
| ---- | ----------------- | --- | -- | -- | - | -- | -- | -- | ---- |
| 1    | EB/Streymur       | 58  | 27 | 17 | 7 | 3  | 50 | 27 | +23  |
| 2    | ÍF Fuglafjørður   | 54  | 27 | 16 | 6 | 5  | 55 | 23 | +32  |
| 3    | HB Tórshavn       | 45  | 27 | 13 | 6 | 8  | 56 | 34 | +22  |
| 4    | KÍ Klaksvík       | 45  | 27 | 13 | 6 | 8  | 59 | 44 | +15  |
| 5    | Víkingur Gøta (C) | 45  | 27 | 12 | 9 | 6  | 43 | 35 | +8   |
| 6    | B36 Tórshavn (T)  | 38  | 27 | 10 | 8 | 9  | 42 | 36 | +6   |
| 7    | NSÍ Runavík       | 31  | 27 | 9  | 4 | 14 | 38 | 42 | -4   |
| 8    | TB Tvøroyri (P)   | 24  | 27 | 5  | 9 | 13 | 30 | 50 | -20  |
| 9    | B68 Toftir        | 24  | 27 | 6  | 6 | 15 | 23 | 43 | -20  |
| 10   | FC Suðuroy (P)    | 9   | 27 | 2  | 3 | 22 | 16 | 78 | -62  |

| Légende : Qualifications et relégations | Légende : Qualifications et relégations                                                               |
| --------------------------------------- | --- |
|                                         | Ligue des champions 2013-2014 (1er tour de qualification)                                             |
|                                         | Ligue Europa 2013-2014 (1er tour de qualification)                                                    |
|                                         | Relégation en 1.Deild                                                                                 |
|                                         | (T) : Tenant du titre 2011 (P) : Promu en 2012 (C) : Vainqueur de la Coupe des îles Féroé de football |

Tableau mis à jour au 8 octobre 2012

### Matchs
| Résultats (▼dom., ►ext.)                                   | B36 | B68 | EBS | FCS | HBT | ÍFF | KÍK | NSÍ | TBT | VÍK | B36 | B68 | EBS | FCS | HBT | ÍFF | KÍK | NSÍ | TBT | VÍK |
| B36 Tórshavn                                               |     | 1-2 | 1-2 | 1-0 | 1-0 | 1-1 | 2-3 | 5-1 | 2-2 | 3-0 |     | 1-0 | 1-4 | 3-1 |     | 0-2 |     |     |     | 1-1 |
| B68 Toftir                                                 | 1-1 |     | 1-2 | 2-0 | 1-2 | 0-2 | 0-2 | 3-2 | 1-1 | 1-1 |     |     | 0-1 |     |     | 0-0 | 1-3 | 1-1 |     |     |
| EB/Streymur                                                | 1-1 | 0-0 |     | 3-0 | 2-2 | 2-1 | 1-1 | 1-0 | 1-1 | 0-1 |     |     |     | 4-2 | 3-2 |     | 1-1 | 3-2 | 3-2 |     |
| FC Suðuroy                                                 | 0-2 | 0-1 | 0-2 |     | 0-1 | 0-6 | 1-4 | 0-2 | 1-1 | 1-1 |     | 2-1 |     |     | 0-4 | 1-4 |     |     | 1-0 |     |
| HB Tórshavn                                                | 2-1 | 4-0 | 0-1 | 6-0 |     | 1-4 | 5-0 | 2-4 | 4-1 | 1-1 | 2-0 | 4-0 |     |     |     |     |     |     | 3-1 | 0-0 |
| ÍF Fuglafjørður                                            | 1-1 | 2-0 | 1-2 | 3-2 | 2-0 |     | 2-0 | 2-1 | 1-1 | 1-2 |     |     | 1-1 |     | 0-0 |     | 5-2 | 3-1 |     |     |
| KÍ Klaksvík                                                | 0-2 | 3-0 | 1-3 | 5-1 | 1-1 | 1-0 |     | 3-2 | 0-0 | 3-3 | 3-4 |     |     | 7-1 | 1-2 |     |     | 2-1 | 1-1 |     |
| NSÍ Runavík                                                | 3-1 | 0-2 | 1-0 | 0-0 | 2-4 | 1-2 | 0-2 |     | 2-0 | 0-2 | 0-0 |     |     | 5-1 | 2-0 |     |     |     | 0-1 |     |
| TB Tvøroyri                                                | 1-4 | 3-1 | 0-3 | 3-0 | 4-2 | 1-0 | 1-6 | 1-3 |     | 0-2 | 0-0 | 1-4 |     |     |     | 1-2 |     |     |     | 2-2 |
| Víkingur Gøta                                              | 3-2 | 2-0 | 2-1 | 2-0 | 2-2 | 1-4 | 0-1 | 1-1 | 1-0 |     |     | 2-0 | 2-3 | 3-1 |     | 0-3 | 4-3 |     |     |     |
| - Victoire à domicile - Match nul - Victoire à l'extérieur |     |     |     |     |     |     |     |     |     |     |     |     |     |     |     |     |     |     |     |     |

## Bilan de la saison
| Championnat des îles Féroé de football 2012 |                        |
| Champion                                    | EB/Streymur (2e titre) |
| Coupes et trophées                          |                        |
| Vainqueur de la Coupe des îles Féroé 2012   | Víkingur Gøta          |
| Qualifications continentales                |                        |
| Ligue des champions 2013-2014               | EB/Streymur            |
| Ligue Europa 2013-2014                      | Víkingur Gøta          |
| Ligue Europa 2013-2014                      | ÍF Fuglafjørður        |
| Ligue Europa 2013-2014                      | HB Tórshavn            |
| Promotions et relégations                   |                        |
| Promus en Effodeildin                       | 07 Vestur              |
| Promus en Effodeildin                       | AB Argir               |
| Relégués en 1. deild                        | B68 Toftir             |
| Relégués en 1. deild                        | FC Suðuroy             |